# Bahía San Julián (vik i Argentina)
Bahía San Julián är en vik i Argentina.   Den ligger i provinsen Santa Cruz, i den södra delen av landet, 1 800 kilometer sydväst om huvudstaden Buenos Aires.
Trakten runt Bahía San Julián består i huvudsak av gräsmarker.